# Алборов, Борис Андреевич

Мемориальная доска на доме № 26 на проспекте Мира, Владикавказ

Борис Андреевич Алборов (осет. Ӕлборты Барысби Андрейы фырт; 24 апреля 1886, Ольгинское, Российская империя — 1968) — первый советский профессор на Северном Кавказе, учёный-осетиновед, филолог, поэт, драматург, собиратель и исследователь осетинского фольклора, общественный деятель, организатор и первый директор Северо-Осетинского института гуманитарных и социальных исследований им. В. И. Абаева, ректор Горского Педагогического Института (ныне — Северо-Осетинский государственный университет имени К. Л. Хетагурова).

## Биография
Родился в многодетной семье малоземельных крестьян. С детства приобщился к осетинскому фольклору и Нартскому эпосу. Окончил церковно-приходскую школу в селе Ольгинское. В 1906 окончил училище во Владикавказе.
В 1914 году окончил филологический факультет Киевского университета. После окончания университета надеялся работать учителем русского и осетинского языка в Осетии, но был назначен преподавателем русского языка в Винницком реальном училище Каменец-Подольской области. После революции вернулся в Осетию и влился в организаторскую деятельность в системе просвещения. В начале 20-х годов XX столетия был народным комиссаром просвещения Горской республики.
В 1921 году женился на Христине Алексеевне Дзагуровой.
В 1922 году Борис Алборов возглавил Горский педагогический институт, одновременно являясь заместителем наркома просвещения Горской республики.
В 1924 году утверждён в звании профессора.
В 1934—35 годах он находился в научной командировке в Сталинабаде Таджикской ССР для изучения ягнобского языка. В ходе почти двухгодовой работы собрал материалы по ягнобскому, шугнанскому, язгулемскому, ваханскому, ишкашимскому, сарыкольскому и языкам фарси. Во время научной командировки в Сталинабаде Борис Андреевич Алборов исполнял обязанности заведующего учебной частью, а также ректора Таджикского Педагогического Университета.
В 1938 году осуждён на 8 лет по обвинению в причастности к контрреволюционной организации. Отбывал срок в Ивдельлаге (г. Ивдель). Пребывая в местах заключения, Борис Алборов написал около 40 работ по лингвистической тематике.
После возвращения во Владикавказ проживал до 1966 года в доме № 26 на проспекте Мира, потом в 1967—1968 годах — в доме № 2 на улице Набережной (современная улица Тхапсаева).
Скончался в 1968 году. Похоронен во Владикавказе.